# Аділсон Батіста
Аділсон Батіста (порт. Adílson Batista, нар. 16 березня 1968, Адріанополіс) — бразильський футболіст, що грав на позизії захисника. По завершенні ігрової кар'єри — тренер. З 2015 року очолює тренерський штаб команди «Жоїнвіль».
Виступав, зокрема, за клуб «Крузейру», а також національну збірну Бразилії.
Чемпіон Японії. Володар Кубка Лібертадорес. Переможець Рекопи Південної Америки. Клубний чемпіон Азії. Клубний чемпіон світу.

## Клубна кар'єра
У дорослому футболі дебютував 1987 року виступами за команду клубу «Атлетіку Паранаенсе», в якій провів один сезон, взявши участь у 35 матчах чемпіонату.
Своєю грою за цю команду привернув увагу представників тренерського штабу клубу «Крузейру», до складу якого приєднався 1989 року. Відіграв за команду з Белу-Орізонті наступні три сезони своєї ігрової кар'єри.
Згодом з 1993 по 1999 рік грав у складі команд клубів «Інтернасьйонал», «Атлетіко Мінейру», «Греміо» та «Джубіло Івата». Протягом цих років виборов титул чемпіона Японії, ставав володарем Кубка Лібертадорес, переможцем Рекопи Південної Америки, клубний чемпіон Азії.
До складу клубу «Корінтіанс» приєднався 2000 року. Завершив професійну кар'єру у команді із Сан-Паулу, провівши того року 5 матчів в національному чемпіонаті.

## Виступи за збірну
1990 року дебютував в офіційних матчах у складі національної збірної Бразилії. Протягом двох років провів у формі головної команди країни 4 матчі.

## Кар'єра тренера
Розпочав тренерську кар'єру невдовзі по завершенні кар'єри гравця, 2001 року, очоливши тренерський штаб клубу «Можі-Мірім», де пропрацював з 2001 по 2001 рік.
2003 року став головним тренером команди «Греміо», тренував команду з Порту-Алегрі лише один рік.
Згодом протягом 2008—2010 років очолював тренерський штаб клубу «Крузейру».
2010 року прийняв пропозицію попрацювати у клубі «Корінтіанс». Залишив команду з Сан-Паулу 2010 року.
Протягом одного року, починаючи з 2010, був головним тренером команди «Сантус».
2011 року встиг попрацювати головним тренером в «Атлетіку Паранаенсе» і «Сан-Паулу».
2013 року став головним тренером команди «Васко да Гама», тренував команду з Ріо-де-Жанейро два роки.
Протягом тренерської кар'єри також очолював команди клубів «Америка» (Натал), «Аваї», «Парана», «Пайсанду» (Белен), «Спорт Ресіфі», «Фігейренсе», «Джубіло Івата» та «Атлетіко Гояніенсе».
З 2015 року очолює тренерський штаб команди «Жоїнвіль».

## Титули і досягнення

### Як гравця
- Володар Суперкубка Лібертадорес (2):

«Крузейро»: 1991, 1992
- Володар Кубка Лібертадорес (1):

«Греміо»: 1995
- Переможець Рекопи Південної Америки (1):

«Греміо»: 1996
- Чемпіон Японії (2):

«Джубіло Івата»: 1997, 1999
- Володар Кубка Джей-ліги (1):

«Джубіло Івата»: 1998
- Володар Суперкубка Азії (2):

«Джубіло Івата»: 1998, 1999
- Клубний чемпіон світу (1):

«Корінтіанс»: 2000